# Brucepattersonius iheringi
Brucepattersonius iheringi és una espècie de mamífer rosegador de la família dels cricètids. Viu al nord-est de l'Argentina i el sud-est del Brasil. Els seus hàbitats naturals són els boscos i les zones limítrofes entre boscos i camps de conreu. Està amenaçat per la fragmentació i destrucció del seu medi.
L'espècie fou anomenada en honor del zoòleg, malacòleg i geòleg alemanobrasiler Hermann von Ihering.